# 小島美子
小島 美子（こじま とみこ、1929年3月7日 - ）は、日本の音楽学者、国立歴史民俗博物館名誉教授。専攻は日本音楽史、民俗音楽学で、歴史的な観点から日本音楽について論じている。

## 経歴
福島県生まれ。1949年、当時は専門学校だった日本女子大学国語科から、東京大学に進む。1953年、東京大学文学部国史学科卒業。大学院に1年だけ籍を置いた後、中学校教員となるが、3年で退職し、1958年に東京藝術大学音楽学部楽理科に入学する。1964年、東京藝術大学音楽学部楽理科卒業。お茶の水女子大学、早稲田大学、東京藝術大学で非常勤講師、1985年国立歴史民俗博物館教授、1994年定年退官。日本民俗音楽学会会長、江戸東京博物館研究員などを歴任。夫は政治学者・法政大学教授だった小島昭（1929-1987）。

## 小泉文夫とのエピソード
小島が芸大楽理科に学んだ時期は、インド留学から戻って、1959年に東京藝術大学の教員となった小泉文夫が民族音楽学の研究を展開した時期に重なっており、両者はその後も永く研究上の師弟関係にあった。しかし、小島が卒業論文で山田耕筰の研究に取り組んだときには、小泉を含め教員たちは小島を変わり者扱いしていたという。1979年と1980年には小島と小泉は揃って日本レコード大賞の審査委員を務めたが、小島は関係者の届け物攻勢に呆れ「レコ大や荷造りばかりがうまくなり」と嘆じている。

## 出演番組
- 日本民謡大観（NHK-FM、1995年4月9日 - 2000年3月26日）

## 著書
- 『日本の音楽を考える』音楽之友社 1976
- 『歌をなくした日本人』音楽之友社(音楽選書)　1981
- 『日本音楽の古層』春秋社 1982
- 『音楽からみた日本人』日本放送出版協会(NHKライブラリー) 1997
- 『日本童謡音楽史』第一書房 2004.10

### 共著編
- 『日本童謡集』河内紀共著 音楽之友社 1980
- 小島昭『現代の公共政策』赤木須留喜共編 勁草書房 1990
- 『日本の音の文化』藤井知昭共編 第一書房 1994

### 監修
- 『祭・芸能・行事大辞典』（三隅治雄・宮家準・宮田登・鈴木正崇・和崎春日と監修）（朝倉書店，2009年）ISBN 978-4254500134